# Amoremidai
Amoremidai è un singolo del duo musicale italiano Paola & Chiara, pubblicato nel 2000 come secondo estratto dal terzo album in studio Television.

## Descrizione
Il brano è una canzone pop malinconica del duo e costituisce la seconda traccia dell'album Television. Della canzone esistono diverse versioni: la prima condivide la base musicale con la seconda ma si contraddistingue per il diverso cantato, mentre la terza versione fa la sua comparsa nella riedizione di Television del 2001 e le voci sono le stesse della seconda versione, con un taglio musicale differente. Amoremidai  è stata tradotta anche in spagnolo (El amor que me das) e in inglese (You Give Me Love).

## Video musicale
Il video musicale, ambientato a Parigi, riprende le due sorelle cantare il brano mentre percorrono in macchina le strade notturne della città. Anche le versioni in lingua straniera del brano sono state accompagnate da video musicali, con alcune scene inedite.

## Tracce
Versione italiana
1. Amoremidai (Radio Edit)
2. Television
3. Amoremidai (Album version)

Versione spagnola
1. El amor que me das (Pumpin' Dolls Radio Edit)
2. El amor que me das (Pumpin' Dolls Mixshow)
3. El amor que me das (Pumpin' Dolls Capri Club)
4. El amor que me das (Pumpin' Dolls Instrumental Suite)
5. Amoremidai (Pumpin' Dolls Radio Edit)
6. Amoremidai (Pumpin' Dolls Mixshow)
7. Amoremidai (Pumpin' Dolls Capri Club)

Vinile
- Lato A

1. Amoremidai (Farolfi Extended)
2. Amoremidai (Album version)

- Lato B

1. Amoremidai (Farolfi Radio Edit)
2. You Give Me Love

## Formazione
- Paola Iezzi – voce
- Chiara Iezzi – voce, chitarra elettrica
- Francesco Saverio Porciello – chitarre acustiche
- The London Session Orchestra – archi
- Will Malone – direzione archi

## Classifiche
| Classifica (2000-01) | Posizione massima |
| -------------------- | ----------------- |
| Italia               | 22                |
| Svizzera             | 69                |

## Altre versioni
Il brano viene nuovamente inciso nel 2023 in collaborazione con Levante e incluso nella raccolta discografica del duo Per sempre.